# Парламентские выборы в Камбодже (2013)
Парламентские выборы в Камбодже прошли 27 июля 2013 года. На них были избраны 123 члена Национальной ассмаблеи, нижней палаты Парламента Камбоджи.
По итогам голосования было объявлено о победе правящей Народной партии Камбоджи, получившей более 48 % голосов и 68 мандатов. Однако небывалого прежде успеха добилась оппозиционная Партия национального спасения Камбоджи — более 44 %, 55 мандатов.

## Результаты
| Партия                                                              | Партия                                   | Голосов   | %     | Мест | +/–   |
| ------------------------------------------------------------------- | ---------------------------------------- | --------- | ----- | ---- | ----- |
|                                                                     | Народная партия Камбоджи                 | 3 235 969 | 48,83 | 68   | –22   |
|                                                                     | Партия национального спасения Камбоджи   | 2 946 176 | 44,46 | 55   | +26   |
|                                                                     | ФУНСИНПЕК                                | 242 413   | 3,66  | 0    | –2    |
|                                                                     | Лига за демократию                       | 68 389    | 1,03  | 0    | 0     |
|                                                                     | Кхмерская антибедная партия              | 43 222    | 0,65  | 0    | 0     |
|                                                                     | Партия Камбоджийской нации               | 38 123    | 0,58  | 0    | Новая |
|                                                                     | Кхмерская партия экономического развития | 33 715    | 0,51  | 0    | Новая |
|                                                                     | Демократическая республиканская партия   | 19 152    | 0,29  | 0    | Новая |
| Недействительные/испорченные бюллетени                              | Недействительные/испорченные бюллетени   | 108 085   | –     | –    | –     |
| Всего                                                               | Всего                                    | 6 735 244 | 100   | 123  | 0     |
| Зарегистрированные избиратели/явка                                  | Зарегистрированные избиратели/явка       | 9 675 453 | 69,61 | –    | –     |
| Источник: COMFREL Архивная копия от 30 июля 2018 на Wayback Machine |                                          |           |       |      |       |

## Массовые беспорядки
Оппозиционная партия не признала результаты выборов.

## Изменения 2017 года
В 2017 году деятельность Партии национального спасения Камбоджи в стране была запрещена властями. Места, занимаемые депутатами от партии, были распределены между другими политическими силами.